# Wang Li-pching (chodkyně)
Wang Li-pching (čínsky pchin-jinem Wáng Lìpíng, znaky zjednodušené 王丽萍, tradiční 王麗萍; * 8. července 1976) je bývalá čínská chodkyně, olympijská vítězka z roku 2000.

## Sportovní kariéra
Zvítězila v olympijském závodě na 20 km chůze v Sydney v roce 2000. O čtyři roky později v Athénách došla do cíle stejné trati jako osmá. Její nejlepší osobní čas na 20 km chůze je 1:26:23, což je v současnosti (2013) osmý nejrychlejší čas v historii.